# Parasphena kaburu
Parasphena kaburu is een rechtvleugelig insect uit de familie Pyrgomorphidae. De wetenschappelijke naam van deze soort is voor het eerst geldig gepubliceerd in 1948 door Kevan.